# Marita (slak)
Marita is een geslacht van weekdieren uit de klasse van de Gastropoda (slakken).

## Soorten
- Marita bella (Adams & Angas, 1864); synoniem van  Antiguraleus adcocki (G. B. Sowerby III, 1896)
- Marita compta (A. Adams & Angas, 1864)
- Marita elongata Laseron, 1954
- Marita inornata (G. B. Sowerby III, 1896)
- Marita insculpta (Adams & Angas, 1864)
- Marita nitida (Hedley, 1922)
- Marita schoutenensis (May, 1911)
- Marita tumida Laseron, 1954